# KinKi Kids Concert 2023-2024 〜Promise Place〜
『KinKi Kids Concert 2023-2024 〜Promise Place〜』（キンキキッズ コンサート 2022-2023 プロミス・プレイス）は、KinKi Kidsのライブビデオ。
2024年7月17日にELOV-Labelから発売。

## 概要
2024年1月2日に行われたコンサートツアー『KinKi Kids Concert 2023-2024 〜Promise Place〜』のツアー最終公演の模様を収録。『P album』収録楽曲の他、KinKi Kidsの代表ナンバー「硝子の少年」「愛のかたまり」、最新シングル曲「シュレーディンガー」等を収録。

## 仕様・特典
初回限定盤
- DVD盤、Blu-ray盤共に2枚組
- 特典映像として、「覚えてない曲やってみよう!Collection」、「シンデレラ・クリスマス at TOKYO DOME」（花咲徳栄高等学校の現役高校生とOB・OGと一緒に披露された「シンデレラ・クリスマス」）を収録
- 初回スペシャルパッケージ
- 48Pブックレット
- 全コンテンツ日本語字幕付き

通常盤
- DVD盤、Blu-ray盤共に2枚組
- 特典映像として、東京・大阪公演のMCをまとめた「MC Collection」を収録。
- 折りポスター封入
- 全コンテンツ日本語字幕付き

先着購入特典
いずれもDVD盤・Blu-ray盤共通デザイン
- 初回盤：KinKi Kids合作イラスト オリジナル クリアポスター（A4サイズ）
- 通常盤：KinKi Kids合作イラスト オリジナル ステッカー（サイズ：縦7.25cm×横5cm）

## 収録内容
- DVD、Blu-ray盤の各ディスクの内容は同一。

### Disc1
1. OVERTURE
2. シュレーディンガー
3. Secret Code
4. 99%LIBERTY
5. (MC)
6. X-Day
7. Before Dawn
8. Through the night
9. BANANA
10. アン/ペア
11. (MC)
12. Happy Happy Greeting
13. (MC)
14. もう君以外愛せない
15. solitude 〜真実のサヨナラ〜
16. 銀色 暗号
17. 硝子の少年
18. Kissからはじまるミステリー
19. (MC)
20. SNOW TEARS
21. (MC) -覚えてない曲やってみよう！-
22. 鉄塔の下で

### Disc2
1. (MC)
2. 世界中を I LOVE YOU
3. (INTER)
4. 愛のかたまり
5. スワンソング
6. やめないで,PURE
7. 愛されるより 愛したい
8. 全部だきしめて
9. フラワー
10. 〈ENCORE〉
11. シュレーディンガー
12. 無重力みたいな愛
13. Amazing Love

《SPECIAL REEL》（初回盤のみ）
- 覚えてない曲やってみよう！Collection[4]
  - 雨音のボレロ
  - さよならのエトランゼ
  - パズル
- シンデレラ・クリスマス at TOKYO DOME

《SPECIAL REEL》（通常盤のみ）
- MC Collection

## チャート成績
初週、DVDが2万774枚、Blu-rayが6万3611枚を売り上げ、「オリコン週間DVDランキング」「オリコン週間Blu-ray Discランキング」、そして音楽作品のDVDとBDを合計した「オリコン週間ミュージックDVD・BDランキング」で1位を獲得し、10作連続・通算10作目となる映像3部門同時1位となった。